# Xian de Yongtai
Pour les articles homonymes, voir Yongtai.
Le xian de Yongtai (chinois : 永泰县 ; pinyin : yǒngtài xiàn) est un district administratif de la province du Fujian en Chine. Il est placé sous la juridiction de la ville-préfecture de Fuzhou.
Les dialectes du comté de Yong Tai sont compliqués, selon les linguistes, il y a une vingtaine de dialectes dans la région.

## Histoire
Le comté de Yong Tai a été créé à la deuxième année de l’ère yong tai (environ 766), sous la dynastie Tang.

## Démographie
La population du district était de 352 501 habitants en 1999.